# Нама се никуд не жури
Нама се никуд не жури је десети албум вировитичке рок групе Ватра који је објавила дискографска кућа Далас рекордс 2019. године. Албум садржи девет песама. Насловна песма, која представља сарадњу са Масимом Савићем, донела им је награду Порин у категорији за најбољу вокалну сарадњу.

## Песме
1. „Нама се никуд не жури” (4:37, заједно са Масимом)
2. „Уклети Холандез” (4:14)
3. „Поруке у боци” (2:58)
4. „Секвоје” (4:01)
5. „Киша ријечи” (3:07)
6. „Све је тишина” (3:32)
7. „Неки други људи” (4:12)
8. „Ватра се примиче” (3:28)
9. „Питање и одговор” (3:56, заједно са Тонком Матковић Шерић)[1]

## Извођачи
- Иван Дечак — вокал, ритам гитара
- Крунослав Ивковић — електрична гитара, акустична гитара
- Борис Гудин — бас-гитара
- Ирена Целио — клавијатуре, пратећи вокали
- Марио Роберт Касумовић — бубњеви